# Wilhelm Reinhard (aviateur)
Pour les articles homonymes, voir Reinhard.
Ne doit pas être confondu avec Wilhelm Reinhard (général).
Wilhelm « Willi » Reinhard (né le 12 mars 1891 à Düsseldorf et mort le 3 juillet 1918 près d'Adlershof) est un aviateur militaire allemand pendant la Première Guerre mondiale.

## Biographie
Reinhard devient un as de l'aviation durant la guerre, crédité de 20 victoires aériennes (confirmées).
Après avoir commandé deux escadrilles de chasse successives (Jagdstaffel 11 et Jagdstaffel 6), il est choisi pour remplacer Manfred von Richthofen à la tête du Jagdgeschwader 1 à la mort de ce dernier.
Reinhard est mort le 3 juillet 1918 lors d'un test d'un prototype de chasseur : le Zeppelin-Lindau D.I (en).